# Dynamips
Dynamips — программный эмулятор маршрутизаторов Cisco. Dynamips работает на большинстве Linux-систем, Mac OS X и Windows, при этом позволяет эмулировать аппаратную часть маршрутизаторов, непосредственно загружая и взаимодействуя с реальными образами Cisco IOS.

## Применение
- Подготовка к сдаче экзаменов по программам сертификации Cisco, например CCNA, CCNP и CCIE.
- Тесты и эксперименты с различными версиями Cisco IOS.
- Проверка конфигурации перед использованием на реальном оборудовании.

## Поддерживаемые платформы
- 1700 (от 1710 до 1760)
- 2600 (от 2610 до 2650XM)
- 2691
- 3600 (3620, 3640 и 3660)
- 3725
- 3745
- 7200 (от NPE-100 до NPE-G1)

Также поддерживается большое количество аппаратных модулей для интерфейсов типа Ethernet, Serial, ATM и других.

## Преимущества
- Для работы используется реальный образ IOS, а не частичная эмуляция некоторых его возможностей.
- Возможность работать в режиме гипервизора, для распределения нагрузки по эмуляции на несколько компьютеров.
- Захват трафика на интерфейсах с помощью библиотеки pcap.
- Присоединение эмулируемого маршрутизатора к реальной сети.

## Недостатки
- Высокие системные требования, так как в память загружается реальный образ IOS.
- Невозможность полноценного эмулирования коммутаторов Catalyst и некоторых моделей маршрутизаторов, из-за наличия в них большого количества ASIC.